# Annie Londonderry
Annie Londonderry wł. Anna Cohen Kopčovska (ur. 1870 w Rydze, zm. 11 listopada 1947 w Nowym Jorku) – łotewska i amerykańska sportsmenka, dziennikarka i przedsiębiorczyni, która twierdziła, że objechała świat na rowerze jako pierwsza kobieta.

## Życiorys
Urodziła się w żydowskiej rodzinie w Rydze. W wieku czterech lub pięciu lat wyemigrowała wraz z rodziną do Stanów Zjednoczonych. W 1888 poślubiła w Bostonie Maksa Kopčovskiego. W ciągu 4 lat urodziła im się trójka dzieci. Annie sprzedawała ogłoszenia dla kilku gazet, a jej mąż zarabiał jako domokrążca.

## Podróż
27 czerwca 1894 opuściła swoją rodzinę, by objechać świat na rowerze. Według jej wypowiedzi powodem wyruszenia był zakład dwóch przedsiębiorców z Bostonu, którzy twierdzili, że kobieta nie jest w stanie pokonać takiej trasy. Objechanie świata na rowerze w 15 miesięcy miało jej przynieść nagrodę w wysokości 5000 dolarów. Podróżowała tylko z zapasowym ubraniem i pistoletem. Podpisała kontrakt z producentem wody mineralnej Londonderry Lithia, który w zamian za reklamę na rowerze zapłacił jej 100 dolarów.
Pierwszy odcinek podróży wiódł z Bostonu przez Nowy Jork do Chicago. Ze względu na ciężki rower i źle dobrany strój ten etap zajął jej cztery miesiące. Ponieważ było już zbyt późno by przejechać równiny przed nadejściem zimy, zmieniła trasę i rower. Powróciła do Nowego Jorku na męskim rowerze. W październiku 1894 wypłynęła do Hawru we Francji, dokąd dotarła 3 grudnia 1894. Stamtąd pojechała do Marsylii, gdzie w styczniu 1895 zaokrętowała się na parowiec Sydney. Gazety w portach odwiedzanych przez statek, Aleksandria, Kolombo czy Singapur, zarejestrowały jej rowerowe podróże. W marcu 1895 dopłynęła do San Francisco na pokładzie statku Belgic. Następnie pojechała przez Arizonę i Nowy Meksyk do El Paso. Następnie dojechała do Cheyenne, skąd pociągiem pokonała Nebraskę przed dotarciem do Chicago 12 września 1895.
W drodze z Los Angeles do Chicago prowadziła wykłady, w czasie których opowiadała o swoich przygodach w czasie podróży – polowaniach na tygrysy w Indiach, wojnie chińsko-japońskiej, w czasie której miała zostać postrzelona i wtrącona do japońskiego więzienia, przygodach w Korei i podróży przez Syberię. Wykłady były bardzo popularne zarówno wśród publiczności, jak i prasy, lecz opowieści te nie znajdują żadnego potwierdzenia w źródłach.
Po zakończeniu podróży przeprowadziła się z rodziną do Nowego Jorku, gdzie pod pseudonimem The New Woman pisała sensacyjne artykuły do New York World Josepha Pulitzera. Wkrótce potem jej wyprawa, jak i ona sama, popadła w zapomnienie. Zmarła w biedzie w 1947.

## Upamiętnienie
- 2007 – jej prawnuk Peter Zheutlin opublikował książkę o jej historii[4]
- 2011 – Evalyn Parry wystawiła musical o Annie Londonderry pod tytułem SPIN, który był następnie pokazywany w USA i Kanadzie[5]
- 2013 – na DC Independent Film Festival pokazano film dokumentalny The New Woman – Annie "Londonderry" Kopchovsky zrealizowany przez Gillian Klempner Willman. Film zdobył nagrodę dla najlepszego dokumentu[2].